# Ilona-patak
Az Ilona-patak a Mátrában ered, Parád településtől délre, Heves vármegyében, mintegy 610 méteres tengerszint feletti magasságban. A patak forrásától kezdve északi irányban halad, majd Parád-Parádfürdő településrészénél éri el a Parádi-Tarnát mintegy 200 méteres tengerszint feletti magasságban.
A patak felsőbb folyásán található az Ilona-völgyi-vízesés.

## Élővilága

### Flórája
A patak menti völgyben megtalálható növényfajok többek között a: szálkás pajzsika (Dryopteris carthusiana), kis meténg (Vinca minor).

### Faunája
Az Ilona-patak halfaunáját a következő halfajok alkotják: domolykó (leuciscus cephalus), kövi csík (Barbatula barbatula). A kövicsík a patakban mind a 30,3 m/km-es mederesésű várbükki szakaszon, mind pedig a 11,1 m/km-es mederesésű parádfürdői szakaszon jelen van. Ugyanakkor a domolykó nem található meg a nagyobb medereséssel rendelkező felső mederszakaszon, csak a parádfürdői mederszakaszon bukkan fel.

## Part menti települések
A patak partján fekvő Parád településen több, mint 2000 fő él.